# With Love Baby
"With Love Baby" (sv: Med kärlek, älskling) är en a cappellalåt framförd av den belgiska musikgruppen Witloof Bay. Låten representerade Belgien vid Eurovision Song Contest 2011 i Düsseldorf, Tyskland där den slogs ut i den andra semifinalen. Låten är skriven och komponerad av RoxorLoops och Benoît Giaux.

### Fotnoter
1. ↑  Sahiti, Gafurr (12 februari 2011). ”Belgium sends Witloof Bay to Eurovision 2011”. ESCToday. http://esctoday.com/news/read/16752. (engelska)